# فرد إليوت
فرد إليوت هو لاعب هوكي الجليد كندي، ولد في 18 فبراير 1903، وتوفي في 28 أغسطس 1982.

## وصلات خارجية
- فرد إليوت على موقع دوري الهوكي الوطني (الإنجليزية)
- فرد إليوت على موقع EliteProspects.com (الإنجليزية)
- فرد إليوت على موقع HockeyDB.com (الإنجليزية)
- فرد إليوت على موقع Hockey-Reference.com (الإنجليزية)